# Словацкие Средние горы
Словацкие Средние горы (словац. Slovenské stredohorie) — группа горных хребтов в центральной Словакии.
Делится на:
- Втачник
- Штьявницке-Врхи
- Кремницке-Врхи
- Погронски-Иновец
- Поляна (наивысшая часть, 1459 м 19 см.)
- Яворье
- Крупинска-Планина
- Зволенская котловина
- Оструожки